# 賁德新
賁德新（挪威語：Bernt Berntsen，1863年1月1日—1933年10月16日），挪威-美國基督教（新教）來華傳教士，中國使徒信心會創辦人 。賁德新在華二十九年（1904年-1933年）。他創立的差會（信心會）後來在1914年歸屬神召會
，並在中國帶領張靈生和魏保羅等等人歸信基督教之五旬節派系，在直隶省（今河北省）的大名府、正定府（今正定县）以及北平（在今北京市）成立了多所傳教站（mission station） 。賁德新以他對中國文化的敏銳，對傳教的熱忱而聞名。在他領導下，使徒信心會成為一個非宗派差會，不同國籍的個人吸納成員 。賁德新對於真耶穌教會早期工人的影響力不小，也可說是早期五旬節運動傳入中國的傳教士起源者（Missionary Progenitor）之一。

## 生平

### 早年生涯
賁德新出生於1863年1月1日在挪威拉爾維克一個平信徒家庭，父親是奧萊·貝恩森(Ole Berntsen)。賁德新於三十歲時（1893年）移民至美國，在伊利諾州芝加哥在一間雜貨店作店主。七年後（1904年9月6日），在伊利諾伊州庫克縣顺利申請到美國公民 。 

## 婚姻
賁德新於1890年代之時與麥格納·伯格(Magna Berg，1867–1935)結婚；他們於1900年8月在芝加哥生下男嬰亨利（Henry）接著在1910年8月26日生下女兒路得（Ruth）。他們從來沒離婚。

## 首次來華
1904年，四十一歲的賁德新与妻子和男嬰登船前往中國，開始在英國傳教士侯理定（Horace William Houlding）之前1901年在直隸省大名府所建立的南直隸福音會傳教站宣教。

## 接觸五旬節運動
1906年12月時，賁德新研讀在洛杉磯出版的《使徒信心報》，1907年參加上海舉辦的「傳教一百週年會議」來查問是否有人得到聖靈的洗，但當地的傳教士把五旬節運動歸類成「魔鬼的作為」。雖然賁德新批評者的說法有怀疑，他仍然回到本傳教站 。不久後受到來自芝加哥朋友寫給他的一封信，朋友記載說他得到了聖靈的洗，因此賁德新坐船返回美國想親身體驗這次的復興運動。
1907年8月，賁德新在西雅圖參加馬丁·瑞安（Martin L. Ryan）舉辦的奮興會，但沒領受到聖靈的浸。然而，他又去加利福尼亞州的奧克蘭，参与威廉·曼利（William F. Manley）所辦之祈禱崇拜聚會，但这次還是沒法體驗到。賁德新最終前往洛杉磯的「阿蘇薩佈道所」，終於在1907年9月15日得到圣灵的浸和说方言。該布道所領袖聽見賁德新對他們講明的見證之後，就请愿給予資金補助，來支持他在中國的宣教工作。他回到西雅圖，聚集了十一位成人五旬节傳教士，并创办了一個非宗派布道团称作 「使徒信心會」（或简称「信心會」）。

## 使徒信心會
1908年時，賁德新與使徒信心會傳教士登船前往中國，開始在河北省正定府傳教站定居宣教，有四名傳教士因缺乏流暢的语言能力後來前往到上海去學習中文。他們雖然遭遇到許多西方傳教團體的阻擋，但他們一直不放棄而希望能說服其他西方傳教士。他曾写：
|  | 在這邊的傳教士不贊成我們的工作，因為無數毀謗我們（五旬節運動）的報告已宣傳在這國家各地，所以當地的貧民不確定到底要相信誰的話。 |

他租用了一樓商店並晝夜舉行布道會，不少的群眾尤其是窮人都會來聆聽他們的講講道。到了1910年，賁德新帶領了當地許多窮人來信耶穌，並且在信中曾描述他的工作為「救援任務」。同年三月之時他照顧關懷了三十多位孤兒和殘疾人、聾人、盲人、啞巴、流浪者等等人。
從1910年4月至11月，賁德新去挪威、瑞典、丹麥探訪親朋好友 。他同時也與挪威五旬節運動領袖多馬·巴雷特以及埃里克·諾德卻勒建立聯繫，之後返回中國
自1912年时，賁德新出版了一个中文刊物稱作《通傳福音真理報》。他們仍然在正定宣教，直到1916年遷移到北京。當時接受洗禮的信徒包括張靈生（1910年）與魏保羅（1916年）。

## 關於遵守安息日
從1914年起，許多使徒信心會宣教士，包括賁德新在内，與神召會聯繫 。
1916年，張靈生来探访賁德新，建议他守安息日。賁德新并答应了，在1916年9月1日的第十三期《通傳福音真理報》公布要安息日。 
在1917年，賁德新发表了一篇短文，名为《論安息聖日在中國的日期》，内容说： 
|  | ……在中國的禮拜日，就是安息日，因為西半球的人，坐船由海來中國，在海路上除去一日，所以中國的禮拜日，就是西半球的禮拜六，現今在英美等國的地方，禮拜六是安日，如此推算，在中國的地方，守安息聖日，應當在禮拜日。 |

但魏保羅反對在禮拜日遵守安息日，把這觀點歸納為謬論，堅持一定要在禮拜六守安息日。張靈生去北京與魏保羅討論這事項，後來了解魏保羅的觀點。1918年春天，張靈生與魏保羅在天津正式創辦「真耶穌教會」。

到了1919年中，賁德新又在《通傳福音真理報》澄清他們對於安息日的看法，
|  | “...中國的禮拜六，就是安息日，因為本於前幾年，有中外同心信主的弟兄們公同討論，業已將聚會拜主的日期，改守禮拜六為安息日。後又想到凡由英美航海來華者，在海中除去一日，因此又改守禮拜日。近來有弟兄們，論中國與猶太國同係亞細亞洲，若有人從猶太步行來華，在路中不用除去一日，因此本會同心信主的弟兄、同志更正，仍在禮拜六聚會拜主。” |

1919年，賁德新与「五旬節世界聖召會，神的教會」聯繫，该会的神观属獨一神論五旬節派（Oneness Pentecostalism) .
1933年10月16日 賁德新在北平的德國人所開辦的醫院由心臟衰竭逝世。 .

## 出版雜誌
- 《通傳福音真理報》，(Popular Gospel Truths，从1914年开始出版)